# El castigo
El castigo es un telefilme español producido por Antena 3 Films y New Atlantis y dirigida por Daniel Calparsoro. Minuto de oro con más de 7 000 000 de espectadores en España y fue preseleccionada a los premios Emmy. Consta de dos episodios, emitidos por Antena 3 entre el 15 y 16 de diciembre de 2008.

## Sinopsis
La miniserie, que está basada en una historia real, sucedida en Barcelona aproximadamente en 2004; relata la historia de un grupo de jóvenes conflictivos, rebeldes y violentos que son enviados por sus familias a un centro educativo situado en los Pirineos catalanes que resulta ser una granja abandonada reconstruida como reformatorio ilegal para solucionar sus problemas de conducta. Una vez en la granja son maltratados, explotados y sometidos a un duro régimen de trabajo. Los padres no tienen ningún contacto con sus hijos, sólo hablan con una psicóloga que les invita a seguir con esta particular forma de reeducación, y algunas veces le llaman y los chicos se ven obligados a mentir por lo que les pueda pasar.

## Base real de la historia
El caso en el que se ha inspirado el autor es el de un joven suizo, que fue encontrado en Gerona con muestras de violencia; contó que había escapado de una "granja" del lugar. Al abrirse una investigación se encontró dicho emplazamiento, regentado por el suizo Armin Markus, la italiana Lorena E. Batista y el francés Raymond Nicot. La granja, que pertenecía a la organización suiza Time Out, recibía subvenciones estatales suizas.

## Reparto
- Alejandro (Guillermo Barrientos)
- Simona (Miriam Giovanelli)
- Hugo (Joel Bosqued)
- Eva (Esmeralda Moya)
- Rubén (Óscar Sinela)
- Ara (Marta Calvó)
- Marco (Ramiro Alonso)
- Tony (Alfredo Villa)

## Audiencia
- Lunes 15 de diciembre de 2008: 4,874 millones de espectadores y un 26,5% de cuota de pantalla.[2]
- Martes 16 de diciembre de 2008: 5,333 millones de espectadores y un 27,8% de cuota de pantalla.[3]

Estos datos de audiencia superaron ampliamente la media de la cadena situada en el 16,6 %. La serie se convirtió en el estreno de ficción más visto del año siendo líder de audiencia en todas las franjas de edad a excepción de aquella que incluye los mayores de 54 años.
El domingo 21 de junio de 2009, Antena 3 repuso la miniserie, emitiendo esta vez los dos capítulos en la misma noche, alcanzando en sus más de dos horas de duración una audiencia media de 1.527.000 espectadores y un 10,8% de share.

## Emisión
| Predecesor: Física o química (2ª temporada) | Antena 3 Prime time Lunes (22:30h) 15 de diciembre de 2008  | Sucesor: Esta casa era una ruina |
| Predecesor: Cazadores de hombres            | Antena 3 Prime time Martes (22:30h) 16 de diciembre de 2008 | Sucesor: Cine                    |